# Club Jalisco
Club Jalisco – meksykański klub piłkarski z siedzibą w mieście Guadalajara, w stanie Jalisco. Funkcjonował w latach 1970–1991, występując na pierwszym i drugim szczeblu rozgrywek – Primera División i Segunda División. Domowe mecze rozgrywał na obiekcie Estadio Jalisco.

## Historia
Zespół został założony w 1970 roku, kiedy to grupa biznesmenów kupiła licencję mającego poważne kłopoty finansowe klubu CD Oro i utworzyła na niej nową drużynę. Ekipa Jalisco od razu przystąpiła do rozgrywek pierwszej ligi meksykańskiej – Primera División, debiutując w niej w pierwszej kolejce rozgrywek 1970/1971 w zremisowanym 1:1 wyjazdowym meczu z Tolucą. Podczas dwóch pierwszych sezonów zespół notował satysfakcjonujące wyniki, będąc blisko zakwalifikowania się do decydującej o mistrzostwie fazy play-off, lecz począwszy od rozgrywek 1972/1973 zaczął spisywać się coraz słabiej i z biegiem lat najczęściej kończył rozgrywki ligowe w dolnej części tabeli.
W 1975 roku władze klubu zdecydowały się sprzedać jego udziały 300 akcjonariuszom, którzy optowali za zmienieniem potocznej nazwy drużyny na "El Equipo del Pueblo" ("Zespół Ludu"), do czego ostatecznie nie doszło, a pomysł został skrytykowany przez krajowe media. Niedługo potem ekipa po raz kolejny zyskała rozgłos w Meksyku – właściciele wykorzystali wówczas odejście Pelégo z Santos FC i zaproponowali mu symboliczne stanowisko honorowego członka klubu. Dzięki temu legendarny brazylijski gracz przed jednym ze spotkań drużyny zgodził się pozować w koszulce Jalisco do grupowego zdjęcia razem z innymi piłkarzami drużyny.
Na koniec sezonu 1979/1980 zespół Jalisco, ex aequo z Uniónem de Curtidores, zajął ostatnie miejsce w sumarycznej tabeli z 28 punktami na koncie. Wobec tego stało się konieczne rozegranie między tymi ekipami dwumeczu barażowego o utrzymanie w najwyższej klasie rozgrywkowej. Zawodnicy Jalisco, prowadzeni wówczas przez szkoleniowca Guillermo Hernándeza, przegrali w nim z Uniónem łącznym wynikiem 3:4 (2:1 u siebie, 1:3 na wyjeździe), po dziesięciu latach występów w Primera División spadając do drugiej ligi. Klub już nigdy nie zdołał powrócić do pierwszej ligi meksykańskiej – najbliżej awansu był w sezonie 1983/1984, kiedy to dotarł do dwumeczu finałowego rozgrywek Segunda División, lecz przegrał w nim z Zacatepec łącznym wynikiem 1:3 (0:2 na wyjeździe, 1:1 u siebie).
W drugiej lidze klub Jalisco występował nieprzerwanie do sezonu 1990/1991, po którym został rozwiązany w formie profesjonalnej. Obiekty treningowe zespołu kilkanaście lat później wykupił Jorge Vergara, właściciel drużyny Chivas de Guadalajara; obecnie korzystają z nich trzecioligowe rezerwy tego klubu – Chivas San Rafael. Dawni członkowie zarządu ekipy Jalisco posiadają także 25% praw do obiektu Estadio Jalisco.

## Osiągnięcia
- Drugie miejsce Segunda División (1984)